# Miroslav Orlic
Miroslav Orlic (* 13. Jänner 1993) ist ein österreichischer Fußballtorwart.

## Karriere
Orlic begann seine Karriere beim Lieferinger SV. 2002 kam er in die Jugend des SV Austria Salzburg, der 2005 in FC Red Bull Salzburg umbenannt wurde. 2007 kam er in die Akademie der SV Ried, in der er bis 2009 spielte.
Im Jänner 2009 wechselte er zum sechstklassigen USV Eggelsberg/Moosdorf. Zur Saison 2009/10 schloss er sich der viertklassigen Union Henndorf an. Im Oktober 2009 debütierte er für Henndorf in der Landesliga, als er am 14. Spieltag jener Saison gegen die SG ASK-Polizei SV Salzburg in der Startelf stand.
Im Sommer 2010 wechselte Orlic zum Regionalligisten TSV St. Johann. Im April 2011 gab er sein Debüt in der Regionalliga, als er am 22. Spieltag der Saison 2010/11 gegen den SV Seekirchen 1945 von Beginn an zum Einsatz kam. In seinen drei Jahren bei St. Johann kam er zu sieben Regionalligaeinsätzen. Zur Saison 2013/14 wechselte er zum Ligakonkurrenten SV Wals-Grünau. Mit Wals-Grünau stieg er zu Saisonende aus der Regionalliga ab.
Im Sommer 2014 schloss er sich dem Regionalligisten SV Seekirchen 1945 an. Nach zwei Monaten bei Seekirchen verließ Orlic den Verein und wechselte ins Ausland.
Im Februar 2015 wechselte er nach Bosnien und Herzegowina zum FK Radnik Bijeljina. Nach einem Monat bei Radnik Bijeljina schloss er sich dem FK Podrinje Janja an. Zur Saison 2015/16 wechselte er zum FK Zvijezda 09. Nach eineinhalb Jahren in Bosnien wechselte er im Sommer 2016 nach Zypern zum Zweitligisten ENAD Polis Chrysochous. Mit dem Verein stieg er 2017 aus der zweiten zyprischen Liga ab. Daraufhin schloss er sich dem Zweitligisten Omonia Aradippou an.
Zur Saison 2018/19 wechselte er nach Rumänien zu UTA Arad. Im August 2018 debütierte er in der Liga II, als er am zweiten Spieltag jener Saison gegen Farul Constanța in der Startelf stand. Zur Saison 2019/20 wechselte er nach Montenegro zum Erstligisten OFK Petrovac. Für Petrovac kam er in jener Saison zu sechs Einsätzen in der Prva Crnogorska Liga. Zur Saison 2020/21 wechselte er nach Serbien zum Zweitligisten FK Dinamo Vranje. Nach neun Einsätzen für Vranje in der Prva Liga verließ er den Verein nach einem halben Jahr wieder. Nach einem halben Jahr ohne Verein kehrte der Torhüter zur Saison 2021/22 nach Österreich zurück und schloss sich dem achtklassigen USK Elsbethen an.